# KT스포츠
KT스포츠(KT Sports)는 KT에서 운영하는 스포츠단이다.

## 스포츠단

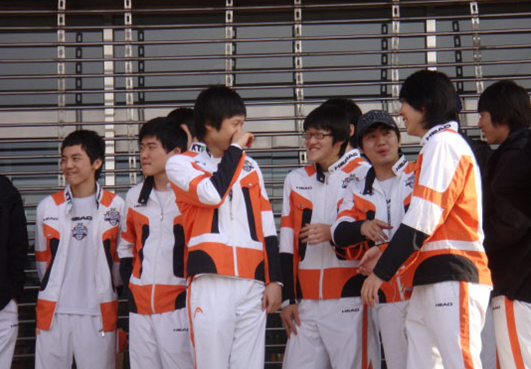
KT 롤스터의 선수들.

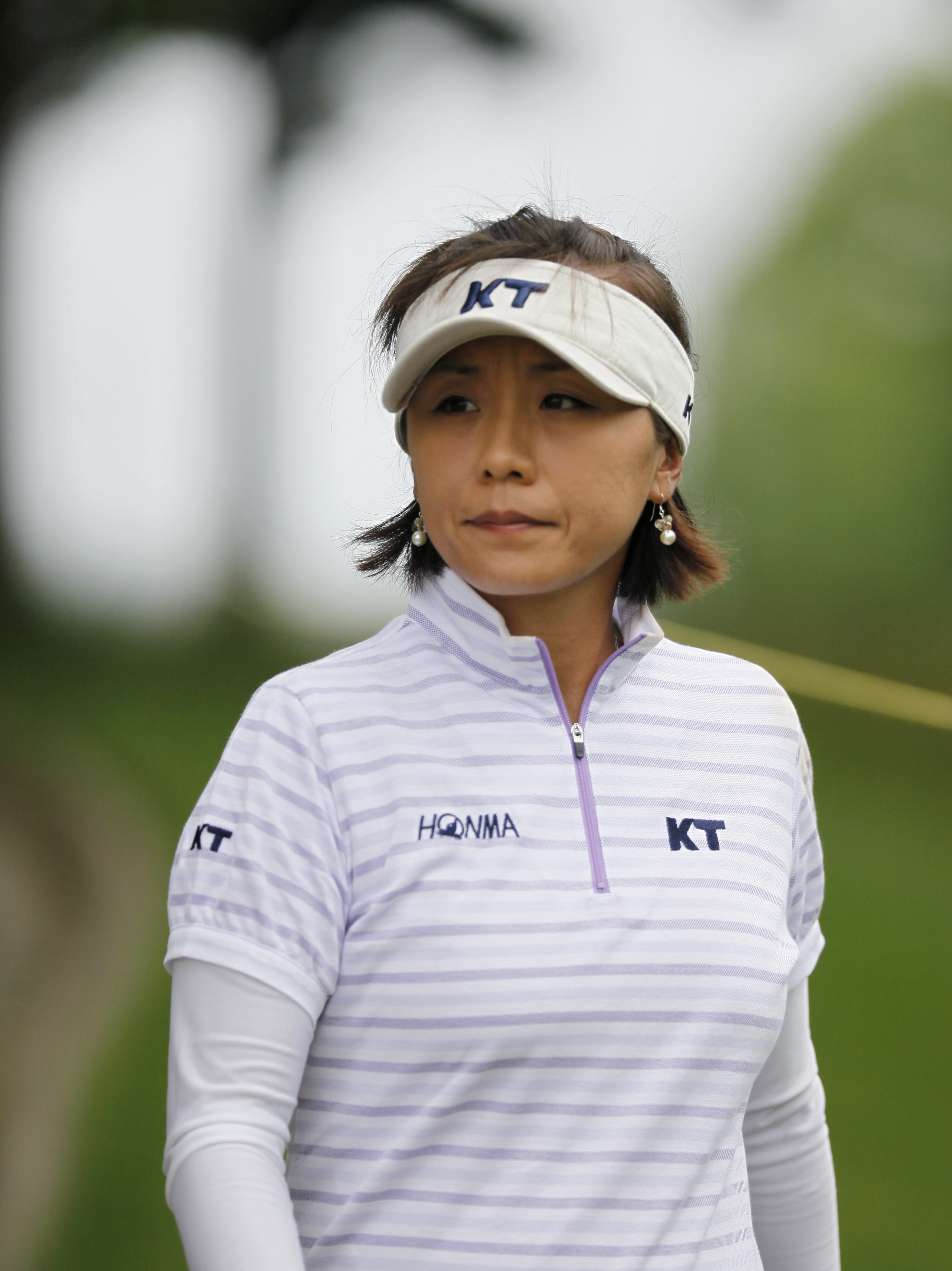
KT 로고가 새겨진 모자를 쓰고 있는 김미현.

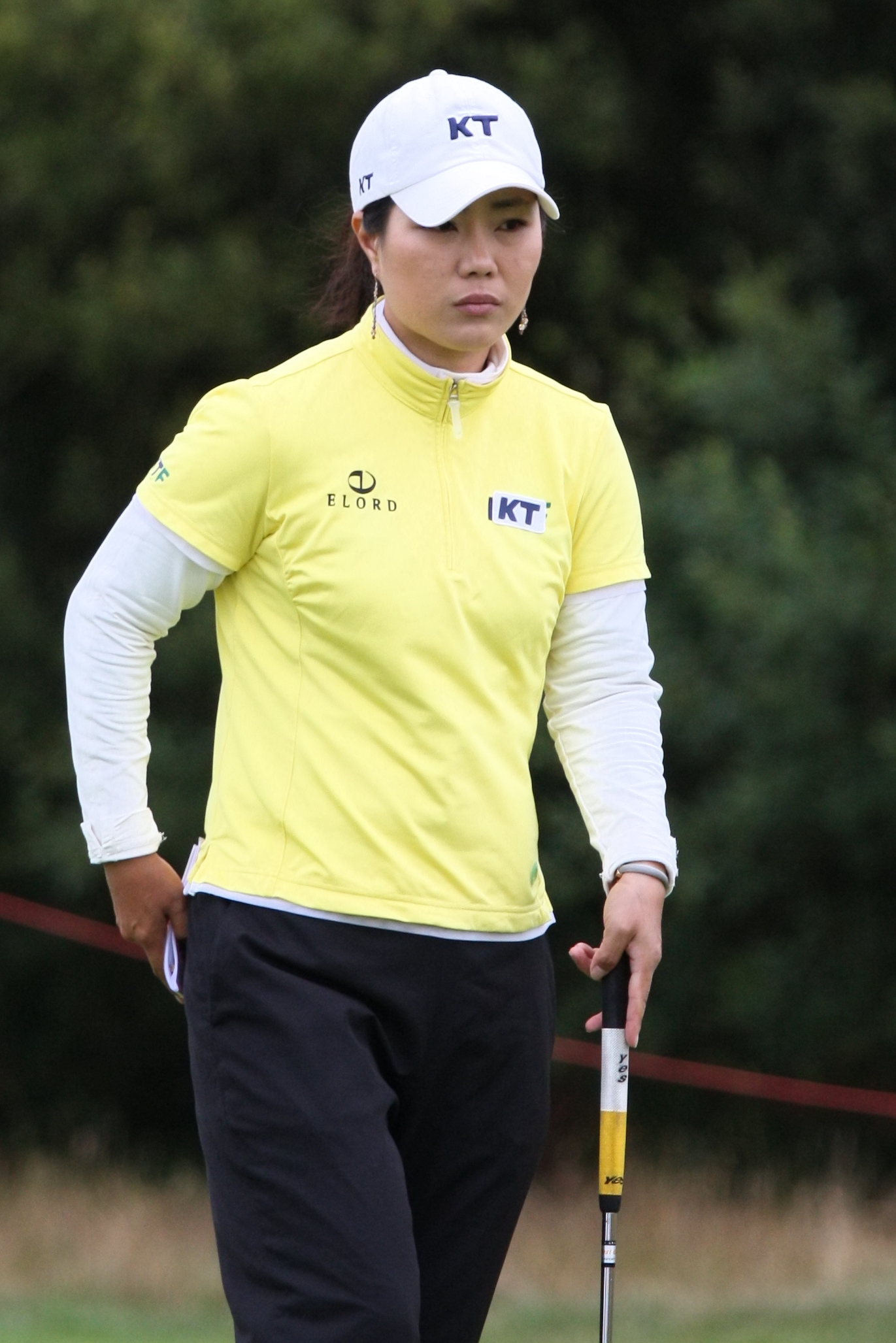
KT 로고가 새겨진 모자를 쓰고 있는 이미나.

| 종목    | 리그     | 팀명           | 창단년도 | 연고지        | 감독   | 우승                                          |
| ------- | -------- | -------------- | -------- | ------------- | ------ | --------------------------------------------- |
| 농구    | KBL      | 수원 KT 소닉붐 | 1997년   | 경기도 수원시 | 서동철 |                                               |
| 야구    | KBO 리그 | kt wiz         | 2013년   | 경기도 수원시 | 이강철 | KBO 리그 1회                                  |
| e스포츠 | LCK      | KT 롤스터      | 1999년   | -             | 강동훈 | 스타크래프트 프로리그 3회, LCK 2회            |
| 사격    | -        | KT 사격단      | 1985년   | -             | 차영철 | 진종오 2012년 하계 올림픽 금메달              |
| 하키    | -        | KT 하키단      | 1984년   | -             | 임계숙 | 국내외 대회 우승 및 올림픽, 아시안게임 금메달 |
| 골프    | -        | KT 골프단      | 1999년   | -             | -      | 김미현 등 다수 후원, BC카드 골프단 흡수       |

## 시설
- 수원케이티위즈파크 (수원 kt wiz 홈구장, 경기도 수원시)
- 올레빅토리움 (수원 KT 소닉붐 농구전용체육관, 경기도 수원시)
- KT스포츠센터 (경기도 성남시)

## 스폰서십
- Olleh배 바둑 오픈 챔피언십
- 대한축구협회
- 대한민국 축구 국가대표팀
- 서울 유나이티드
- 축구 꿈나무 후원